# 雪羊属
雪羊屬是北美羊亞科的一種。雪羊是唯一現存的物種。直到更新世末期，另一物種哈靈頓山羊分佈在近代形式的南部。